# ローペ・ラトヴァラ
ローペ・ラトヴァラ（Roope Latvala、1970年6月25日 - ）は、フィンランドのヘヴィメタルミュージシャン。主にギタリストとして活動している。1作品のみであるが音楽プロデューサーとしての活動もある。過去に、チルドレン・オブ・ボドムやシナジー、ワルタリなどで活動していた。

## 略歴・人物
フィンランドの首都、ヘルシンキで生まれる。母親がギターを弾くため、家にはギターがあった。14歳の時、ジャズプレイヤーに音楽のレッスンを初めて受け、その後クラシックの学校に入学する。1985年、スラッシュメタルバンド、ストーンを結成。ギタリストとしての活動を開始する。その後、1988年に1stアルバム『Stone』でデビューを果たす。デビュー当初は、かなり順調でテスタメントと同じステージにも立ったことがある。計4枚のアルバムをリリースして、ストーンは1991年に解散している。また、Dementiaにも参加。同バンドには、後にHIMで活動する、ガス・リップスティックがギター兼ボーカルとして参加していた。
1994年には、ラトヴァラ・ブロス名義でソロアルバム『Latvala Bros Plays Wooden Eye』をリリースしている。同アルバムでは、ギターに加えてベースも担当した。また、同アルバムには兄弟であるユッシ・ラトヴァラがドラマーとして参加していた。1995年には、サミ・ウリ＝シルニオの後任ギタリストとしてワルタリに加入。2001年まで活動した。ローペ脱退後、サミがワルタリに復帰している。1999年には、イェスパー・ストロムブラードの後任としてシナジーに加入。ここで、アレキシ・ライホと出会う。シナジーでは、『To Hell and Back』（2000年）と『Suicide by My Side』（2002年）の2枚のフルアルバムに参加している。
2003年に、アレクザンダー・クオファラが脱退したチルドレン・オブ・ボドムにセッションギタリストとして加入。加入は、ローペから参加の話が持ちかけられたことがきっかけであった。モスクワで、チルドレン・オブ・ボドムのギタリストとして初めてのステージに立った。セッションとして加入してから1年ほどが経過した2004年にチルドレン・オブ・ボドムに正式に加入。正式加入の話がまだ出ていなかった時期のことを振り返って、ローペは「そろそろこのバンドから離れて才能のない若い奴にこの場所を譲るべきか」と考えていたという。当初、アレキシは「2つのバンド（チルドレン・オブ・ボドムとシナジー）でギタリストが同じ」ということに疑問を持っていたことを話していたが、ミュージシャンとしてだけでなく人間的な面でもバンドに合っているということで正式加入に至った。
以降、チルドレン・オブ・ボドムのリズムギタリストとして活動するが、2015年5月にバンドを脱退。後に語ったところによると、この脱退はバンド側からの解雇であったとのことで、新アルバムのレコーディングセッション開始日にバンドから通告された。この解雇についてラトヴァラは、バンドから理由の説明は一切無かったと述べており、バンドのメンバーたちに「裏切られた」と感じていると述べている。ラトヴァラの主張によれば、バンドの中心人物であるアレキシ・ライホは、ある時からハッキリとしない理由で自分を見下し始めたという。アレキシ・ライホが別のインタビューで語ったところによると、この時期、バンド側の4人のメンバーはバンドを改革しようと強く思っていたが、ラトヴァラはその思いを共有できなかったとのこと。そのため、ラトヴァラとは袂を分かつべきだという結論に至ったと主張している。そして、ラトヴァラに解雇を通告する1か月前には、新アルバムのギターをライホ一人で録音することを決めていたという。しかしながら、この解雇の決定については簡単になされたものでは無く、約12年もの間在籍したメンバーの解雇（脱退）は非常に重大なことであったが、バンドが前に進むため解雇の決断を下したと述べている。ラトヴァラの後任はすぐに決定せず、キーボーディストのヤンネ・ウィルマンの実弟であるアンティ・ウィルマンがセッションメンバーとして参加し、2016年に正式にダニエル・フレイベリ（ネイルダウン、元ノーサー）が加入した。
この解雇にショックを受けたラトヴァラは、酷い抑鬱状態へと陥り、2年間もの間酒浸りの生活を送り、ギターも弾かなくなってしまった。そして2017年半ばになってギブソン・レスポール2本を手に取り、漸くギターの演奏を再開したとのことである。
チルドレン・オブ・ボドム加入後は、アレキシやヘンカ・ブラックスミスと共にESPのシグネイチャーモデルを使用している。チルドレン・オブ・ボドム加入前は、主にジャクソンのRandy Rhoads (Randy V)を使用していた。また、この他にESPのストラトキャスターやB.C.リッチのWarlock、高崎晃のミニチュアモデルを所持している。
一時期、シャーマン（コルピクラーニの前身）にライヴギタリストとして参加し、1999年にリリースされた1stアルバム『Idja』では、音楽プロデューサーを務めた。

## ディスコグラフィー

### チルドレン・オブ・ボドム
- 2005年 Are You Dead Yet?
- 2008年 Blooddrunk
- 2011年 Relentless Reckless Forever
- 2013年 Halo of Blood

### ワルタリ
- 1996年 Yeah! Yeah! Die! Die! - Death Metal Symphony in Deep C
- 1997年 Space Avenue
- 1999年 Radium Round
- 2000年 Channel Nordica

### シナジー
- 2000年 To Hell and Back
- 2002年 Suicide by My Side

### ストーン
- 1988年 Stone
- 1989年 No Anaesthesia!
- 1990年 Colours
- 1991年 Emotional Playground

### ノミコン
- 1997年 Yellow
- 2001年 Halla

### ラトヴァラ・ブロス
- 1994年 Plays Wooden Eye

### ヴァルハラ
- 2000年 Firereich

### ゲスト参加

#### アモン・アマース
- 2008年 Twilight of the Thunder God (ギターで一部楽曲に参加)

#### ディヴァイン・ディケイ
- 2001年 Songs of the Damned (ギターで一部楽曲に参加)

#### エヴィンス
- 2009年 Abandon Belief (ギターで一部楽曲に参加)

#### グルーミー・グリム
- 1998年 Blood, Monsters, Darkness (ギターで一部楽曲に参加)
- 2011年 Grim Fate (ギターで一部楽曲に参加)

#### キーリア
- 1995年 Blessed Ravings (ギターで一部楽曲に参加)

#### センティメント
- 2009年 From Here to Ever After (ギターで一部楽曲に参加)

#### シャーマン
- 1999年 Idja (ギターで一部楽曲に参加)

#### サンダーストーン
- 2005年 Tools of Destruction (ギターで一部楽曲に参加)

#### ウォーメン
- 2000年 Unknown Soldier (ギターで一部楽曲に参加)

### スタッフ参加
- 1988年 ストーン - Stone (カヴァー・アート)
- 1994年 ラトヴァラ・ブロス - Plays Wooden Eye (カヴァー・アート、フォトグラフィー)
- 1999年 シャーマン - Idja (音楽プロデューサー)
- 2000年 ワルタリ - Channel Nordica (エンジニア)